# دریاچه الاصفر
دریاچه الاصفر (به عربی: بحیرة الأصفر) یک دریاچه است که در عربستان سعودی واقع شده‌است.